# Myrciaria guaquiea
Myrciaria guaquiea là một loài thực vật có hoa trong Họ Đào kim nương. Loài này được (Kiaersk.) Mattos & D.Legrand mô tả khoa học đầu tiên năm 1975.